# Diana e Endimione
Diana e Endimione è un dipinto di Giambattista Pittoni, eseguito nel 1723 e conservato nel museo nazionale Ermitage di San Pietroburgo.

## Storia
L'opera si rifà a un tema molto comune nella cultura rinascimentale. Il soggetto ripreso dalle Eroidi di Ovidio descrive il giovane Endimione rappresentato immerso nel sonno mentre viene visitato da Diana - Selene, sulla sinistra in basso è rappresentato un cane, che siede ai suoi piedi sorvegliandolo, animale sacro alla dea, richiamando la caccia. Notevole fu il successo che il dipinto riscosse all'epoca della realizzazione a Venezia.

## Mitologia
Endimione è un personaggio nella mitologia greca, le storie che lo riguardano sono discordanti a seconda delle regioni da cui provengono; in alcune è un pastore o cacciatore della tribù degli Eoli, mentre in altre è un giovane principe che si diceva vivesse ad Elis, questa difficoltà di capire se sia un pastore, un cacciatore o un principe ha reso affascinante il suo personaggio e oggetto di varie rappresentazioni artistiche. Si diceva che il suo sonno senza fine fosse a Latmo in Caria, sulla costa più occidentale dell'Asia Minore, altri dicono sia stata sepolto ad Olimpia in Peloponneso. Una fonte più tarda considera poco importante che fosse pastore o cacciatore ma che era uno studioso di astronomia; Plinio il Vecchio cita Endimione, come esser stato il primo uomo ad osservare con estrema attenzione le fasi lunari, origine simbolica del proprio amore. Nel suo ruolo assunto nel mito di amante di Selene (Diana), la divinità lunare greca arcaica, questa professione fornisce una qualche giustificazione al racconto che lo vuole trascorrere tutto il suo tempo sotto lo sguardo della Dea, che è la personificazione della Luna.
Diana era perdutamente innamorata di questo uomo mortale, tanto da chiedere al padre degli Dei di concedergli un'eterna giovinezza di modo che lei non sarebbe mai stata costretta a smettere d'amarlo; altri narrano invece che mentre lo osservava con commossa ammirazione mentre dormiva inconsapevole all'interno di una grotta nei pressi della città di Mileto, Diana pregò Zeus di mantenerlo in quello stato per sempre. Endimione sprofondò in un sonno che gli garantì giovinezza eterna. E così, ogni notte, Diana scendeva dall'alto dei cieli per fargli visita.